# 벤저민 워커
벤저민 워커(Benjamin Walker, 1982년 6월 21일 ~ )는 미국의 배우이다.

## 출연 작품
- 킹스 도터 (2022)
- 아이스 로드 (2021)
- 뷰티풀 다크니스 (2019)
- 쉬머 레이크 (2017)
- 초이스 (2016)
- 하트 오브 더 씨 (2015)
- 무하마드 알리스 그레이티스트 파이트 (2013)
- 파라다이스 로스트 (2012)
- 링컨 : 뱀파이어 헌터 (2012)
- 더 워 보이즈 (2009)
- 아버지의 깃발 (2006)
- 악명높은 베티 페이지 (2005)
- 킨제이 보고서 (2004)